# 惑星破壊プロトンミサイル
惑星破壊プロトンミサイル（わくせいはかいプロトンミサイル）は、テレビアニメ『宇宙戦艦ヤマトIII』に登場する架空の兵器。本兵器を運用する艦についても本項で記述する。

## 概要
文字通り惑星を破壊することを目的としたミサイル。初登場時の字幕では「惑星破壊プロトンミサイル」と表記されているが、劇中では単に「惑星破壊ミサイル」または「プロトンミサイル」と呼称されており、「惑星破壊プロトンミサイル」と呼称されることはない。
惑星を構成する原子の力学構造を破壊して核融合反応を発生させ、惑星を崩壊させる。破壊力は対象の質量数と比例する。また、惑星崩壊時に発生する強烈なガンマ線放射は、周辺宙域に展開した敵艦隊を焼き尽くす。
ガルマン・ガミラス帝国が保有しており、弾体は黒色。全長は約600メートルと非常に巨大で、「宇宙戦艦ヤマトシリーズ」のミサイル兵器では第1作の超大型ミサイル（1000メートル）に次ぐ大きさである。高速で惑星の深部にまで到達する必要性からミサイル自体の防御力は非常に高く、戦艦クラスのショックカノンや波動砲のような大規模決戦兵器を用いなければ破壊は極めて困難である。灼熱の太陽へ確実に撃ち込めるなど、耐熱性にも優れている模様。
第18話のガルマン・ガミラス帝国の工作船団による太陽制御作戦時には、同型のミサイルを逆用した太陽核融合抑制のためのプラズマ制御装置を搭載したものが登場する。
ボラー連邦も惑星破壊ミサイルを保有しており、劇中ではガルマン・ガミラス本星を強襲したワープミサイルの1種として登場する。弾体は赤色。ガルマン・ガミラスのプロトンミサイル同様、非常に強固で容易には迎撃できない。

## 劇中での登場
第1話で初登場し、東部方面軍のダゴンがバース星戦艦隊に使用した3発のうち1発が流れ弾となって太陽系へ侵入し、水星上空で土門竜介の両親が乗った太陽観光船をかすめて破壊した後、太陽へ命中して核融合の異常増進を引き起こした。その後も、第9話でバーナード星基地がヤマトに使用しているほか、第22話でグスタフ率いる北部方面艦隊が惑星ファンタムに使用している。
なお、ボラーの惑星破壊ミサイルは第17話でワープミサイルの1種として登場する。また、シャルバート星の王家の谷に封印された超兵器群の中にもプロトンミサイルが描かれている。

## 搭載艦

### 惑星破壊ミサイル艦
アニメ『宇宙戦艦ヤマトIII』に登場する架空の宇宙戦艦。ガルマン・ガミラス帝国が保有している。
劇中では「惑星破壊超大型ミサイル母艦」とも呼称されている。
本艦は艦底部に、惑星破壊プロトンミサイルとの翼状・棒状の接合部をもち、同ミサイルを吊り下げるようなスタイルが特徴である。決戦の際には接合部を切り離してミサイルを発射する。ミサイル以外の兵装は、前甲板に無砲身の三連装砲塔が2基あるのみ。
全長336メートルとヤマトシリーズの戦闘艦艇の中ではかなり大型の部類に入る。
艦型は、同時期に登場した駆逐艦や中型戦闘艦の流れを汲むデザインである。艦首の上が盛り上がっており、この前方には開口部がある。
艦の中部から後部にかけて、腹のように大きくでっぱっている。この腹部の前には、円錐状の構造物があるが、これが何であるかは不明。
艦尾にメインエンジンを1基搭載。断面は駆逐艦の様に台形であるが、ショックコーンはない。
艦体色は濃緑を基調とし、艦首先端はオレンジ、円錐状の構造物は水色、開口部の中は黄色、エンジンノズルおよび開口部周囲が濃灰色で塗られている。
惑星破壊ミサイル艦は、『宇宙戦艦ヤマトIII』のプロットで重要な位置を占めている。第1話冒頭で、ダゴン将軍指揮下のガルマン・ガミラス帝国がバース星艦隊（ボラー連邦系）との艦隊戦において、この艦のプロトンミサイルを数発使用し、バース星艦隊を殲滅する。そのうちの1発が流れ弾となって太陽に命中した結果、核融合反応が増進して異常活動の引き金を引くこととなった。しかし、この第1話以降、劇中での惑星破壊ミサイルの発射は基地や他種の艦からのみ行われるようになり、ミサイル艦はまったく登場しなくなった。

### グスタフ艦
アニメ『宇宙戦艦ヤマトIII』に登場する架空の宇宙戦艦。デザイン担当は板橋克己。
ガルマン・ガミラス帝国が保有する宇宙戦艦。北部方面艦隊司令官グスタフの座乗艦である。艦体下部に惑星破壊ミサイル1発を装着可能。その装着方法は、ガミラス系雷撃機の魚雷装着方法と同一で、胴体下部に抱え込むように取り付ける（つまり、発射後、胴体はほとんどがらんどうになる）。全長などの諸元は公表されていない。その艦体は、主に直線と平面によって構成され、左右両舷後端に外付けされた巨大なエンジンブロック、塔状の艦橋を持たない点などが特徴である。外観からでは、どのあたりに艦橋があるのかの判断は難しい。プロトンミサイル以外の通常兵装も装備しており、艦首に2基の回転速射砲塔と1基の三連装砲塔、その他に両舷のエンジンブロックにミサイル発射管を計6門、前部上甲板に正面ミサイル発射管1門を持つ。
劇中では第21話から第22話まで登場。総統デスラーの直々の命により、惑星ファンタムを爆破。その後のルダ王女をめぐるやり取りでは、あと一歩でヤマトとの交戦状態に突入するところであったが、ハーキンス率いるボラー連邦前衛艦隊の出現により状況が一変し、グスタフは「私が到着するまでヤマトを守れ」との総統命令を守るため敵艦隊へと全艦特攻を敢行して、グスタフ艦はハーキンス艦に体当たりして共に轟沈する。なお、ファンタム破壊時に消費したプロトンミサイルはスカラゲック海峡星団では再装填されている。

### 工作母艦
アニメ『宇宙戦艦ヤマトIII』に登場する架空の宇宙艦。デザイン担当は板橋克己。

## 派生・類似兵器
ワープミサイル
『宇宙戦艦ヤマトIII』第17話に登場するボラー連邦のミサイルで、通常のものに交じって惑星破壊ミサイルが登場する。
マイクロブラックホール爆弾
PS用ゲーム『宇宙戦艦ヤマト 英雄の軌跡』の「永遠のジュラ編」で、デスラーがサイレン星を破壊するために203実験兵器部隊に発射させた、超大型ミサイル状の惑星破壊兵器。真田志郎の説明によれば、遊星爆弾の誘導に利用していたマイクロブラックホールを、惑星そのものの破壊目的に転用した兵器であるらしい。ヤマトの波動砲で破壊されるために破壊過程の詳細は不明。